# 向家镇
向家镇，中华人民共和国湖南省岳阳市平江县下属的一个镇，位于平江县西部。京珠高速公路经过县境。

## 建制沿革
- 1952年，设区属向家镇；
- 1956年，改设向家办事处；
- 1958年，属灯塔公社；
- 1959年，改属栗山公社；
- 1961年，析置向家公社；
- 1984年，改置向家乡；
- 1995年，改置向家镇。

## 行政区划
向家镇下辖1个居委会与11个行政村：
- 南街居委会
- 山陂村、新石村、琅石村、向家村、梅树村、黄长村、长岑村、金山村、仙龙村、金石村、黄金村